# Richard Weiss
Richard Weiss, född 9 november 1907 i Stuttgart, död 29 juli 1962 Russo, var en schweizisk etnolog och professor i folklore i Zürich 1946–1962.  

## Biografi
Weiss studerade tyska och historia i Zürich, Heidelberg och Paris. År 1933 var han klar med avhandlingen Das Alpenerlebnis in der deutschen Literatur des 18. Jahrhunderts för sin doktorsexamen. År 1941 gav han ut skriften Den Alpwesen Graubündens.
Han var lärare vid evangelisk Mellanskolan i Schiers, där han själv hade varit student. Efter sin utnämning till professor vid den nyinrättade lärostolen för folklore vid universitetet i Zürich kom i tryck hans stora arbete, Die Volkskunde der Schweiz. Där studerade han bland annat betydelsen av språk-, religions- och kulturgränser i Schweiz, och anlade en helhetsbild på kulturforskningen.
Speciella delar av det gäller byggnader och bostäder, ekonomisk och materiell kultur, mat, kläder, vardag och fest, lek och idrott, drama och dans, musik och sång, språk och språkliga arv, tro och kunskap och lagar och nationell karaktär (varje kapitelrubrik och analys fokuserar på exempel från Schweiz). Detaljerade anteckningar, register och förteckningar avslutar varje band, och ger omfattande information om status av folklore och dess vetenskap 1946 i Schweiz.
Veiss behandlade många ämnen med anslutning till avhandlingen die Alpen särskilt i fokus. Ett annat fokus var hans arbete med Atlas der schweizerischen Volkskunde, som han förberett sedan 1937, det första bandet som han och Paul Geiger publicerad 1950.
Weiss har kritiserats på 1970-talet för att han uteslöt fenomen som stadslivet, media, masskultur och industri. Detta är dock bara delvis korrekt, då han t.ex. påminde om att han 1959 gjorde en studieresa med studenter i Ruhr. Med modernitet hos den vetenskapliga metoden (särskilt införandet av sociologiska och psykologiska frågor), dess funktionella analytiska metod och nykterhet, skissade han med sina tolkningar hela bredden av utsikterna för den övergripande schweiziska kulturen på ett anmärkningsvärt sätt. Därmed har Weiss utgjort en "folkloristisk symbolfigur för efterkrigstiden".